# ثرومبوكسان

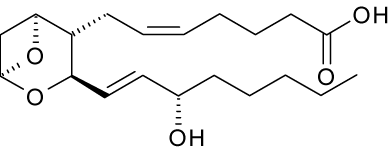
ثرومبوكسان A2

ثرومبوكسان B2

ثرومبوكسان (بالإنجليزية: Thromboxane)‏ هو مركب متوسط في أيض حمض الأراكيدونيك ينتمي إلى عائلة الدهون المعروفة باسم إيكوزانويد.
الأنواع الرئيسية للثرومبوكسان هما الثرومبوكسان A2 والثرومبوكسان B2. التركيب الكيميائي للثرومبوكسانات هي حلقة مكونة من 6 ذرات تحتوي على الإيثر.
تسمية الثرومبوكسان مأخوذة من المصطلح (ثرومبوسيس) لدوره في تكوين (تجلط الدم).

## الإنتاج

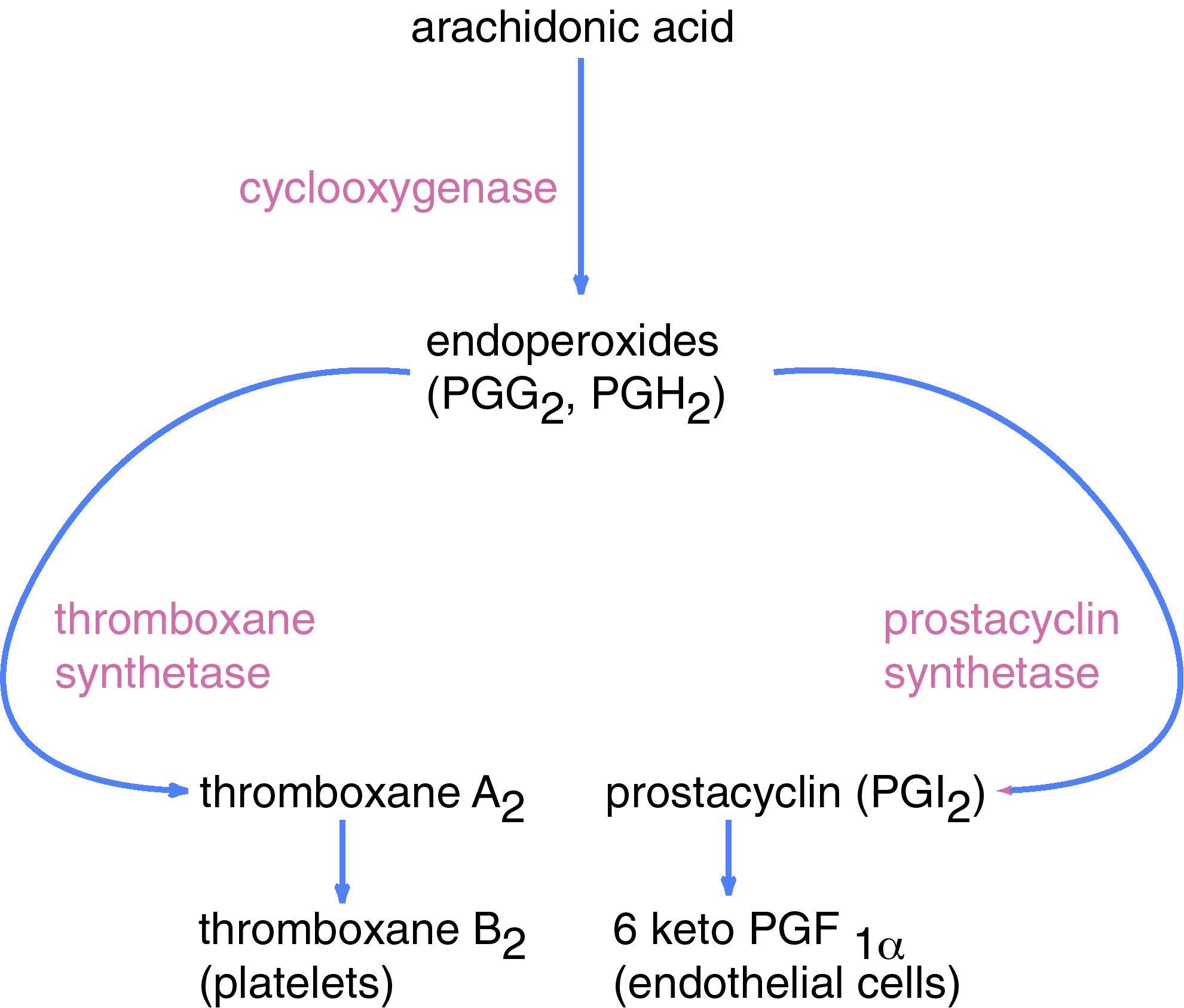
الإنزيمات والركائز المرتبطة بتصنيع ثرومبوكسان وبروستاسيكلين.

تصنيع إيكوزانويد.

يتم تصنيع الثرومبوكسان A، عن طريق إنزيم موجود في الصفائح الدموية، يقوم بتحويل البروستاغلاندين H2 المشتق من حمض الأراكيدونيك إلى الثرومبوكسان.

## الآلية
يعمل الثرومبوكسان عن طريق الارتباط بأي من مستقبلات الثرومبوكسان، مثل المستقبلات المرتبطة ببروتين ج إلى جانب بروتين ج.

## المهام
الثرومبوكسان هو مضيق للأوعية الدموية وعامل قوي لارتفاع ضغط الدم، ويسهل تراكم الصفائح الدموية.

## دورA2في تراكم الصفائح الدموية
يحتوي الثرومبوكسان A2، الذي تنتجه الصفائح الدموية المنشطة، على خصائص تخثرية تحفز تنشيط الصفائح الدموية الجديدة بالإضافة إلى زيادة تراكم الصفائح الدموية.

## علم الأمراض
يُعتقد أن تضيق الأوعية الدموية الناجم عن الثرومبوكسانات يلعب دورًا في ذبحة برنزميتال. يتم استقلاب أحماض أوميغا 3 الدهنية لإنتاج مستويات أعلى من TxA،3 وهي أقل فعالية نسبيًا من TxA2 و PGI3؛ لذلك، هناك تحول في التوازن نحو تثبيط تضيق االأوعية الدموية وتكدس الصفائح الدموية.

## التثبيط
تصنف مثبطات الثرومبوكسان على نطاق واسع على أنها إما تلك التي تثبط إنتاج الثرومبوكسان، أو تلك التي تثبط التأثير الناتج عنه ويمكن تصنيفها حسب خطوة التثبيط.
- يعمل عقار الأسبرين المستخدم على نطاق واسع عن طريق تثبيط قدرة إنزيم كوكس (COX). على تصنيع سلائف الثرومبوكسان داخل الصفائح الدموية.[3]
- تثبيط إنتاج الثرومبوكسان، عن طريق الإنزيم النهائي في إنتاج الثرومبوكسان. ومضادات مستقبلات الثرومبوكسان القوية والانتقائية.[4]
- يمكن أن تؤدي الجرعات العالية من النابروكسين إلى تثبيط شبه كامل لثرومبوكسان الصفائح الدموية طوال فترة الجرعات ويبدو أنه لا يزيد من مخاطر الإصابة بأمراض القلب والأوعية.[5]

## روابط خارجية
- Thromboxanes في المكتبة الوطنية الأمريكية للطب نظام فهرسة المواضيع الطبية (MeSH).